# Literatura postmodernă
Literatura postmodernă reprezintă o mișcare în cultura universală, manifestată în a doua jumătate a secolului XX, conștientizată și accentuată în anii 1980, deși termenul de postmodernism a fost utilizat încă din deceniul al patrulea. Postmodernismul se definește prin raportare la modernism.